# Wonder Boys
Wonder Boys är en amerikansk långfilm från 2000 i regi av Curtis Hanson, med Michael Douglas, Tobey Maguire, Frances McDormand och Robert Downey Jr. i rollerna.
Bob Dylan vann en Oscar för bästa originalsång för låten Things Have Changed som förekommer i filmen.

## Rollista
| Michael Douglas   | – Prof. Grady Tripp           |
| Tobey Maguire     | – James Leer                  |
| Frances McDormand | – Dean Sara Gaskell           |
| Robert Downey Jr. | – Terry Crabtree              |
| Katie Holmes      | – Hannah Green                |
| Rip Torn          | – Quentin "Q" Morewood        |
| Richard Knox      | – Vernon Hardapple            |
| Jane Adams        | – Oola                        |
| Michael Cavadias  | – Miss Antonia "Tony" Sloviak |
| Richard Thomas    | – Walter Gaskell              |
| Alan Tudyk        | – Sam Traxler                 |
| Philip Bosco      | – Emily"s Father              |
| George Grizzard   | – Fred Leer                   |
| Kelly Bishop      | – Amanda Leer                 |
| Bill Velin        | – Officer Pupcik              |